# Nikaia (Illyrien)

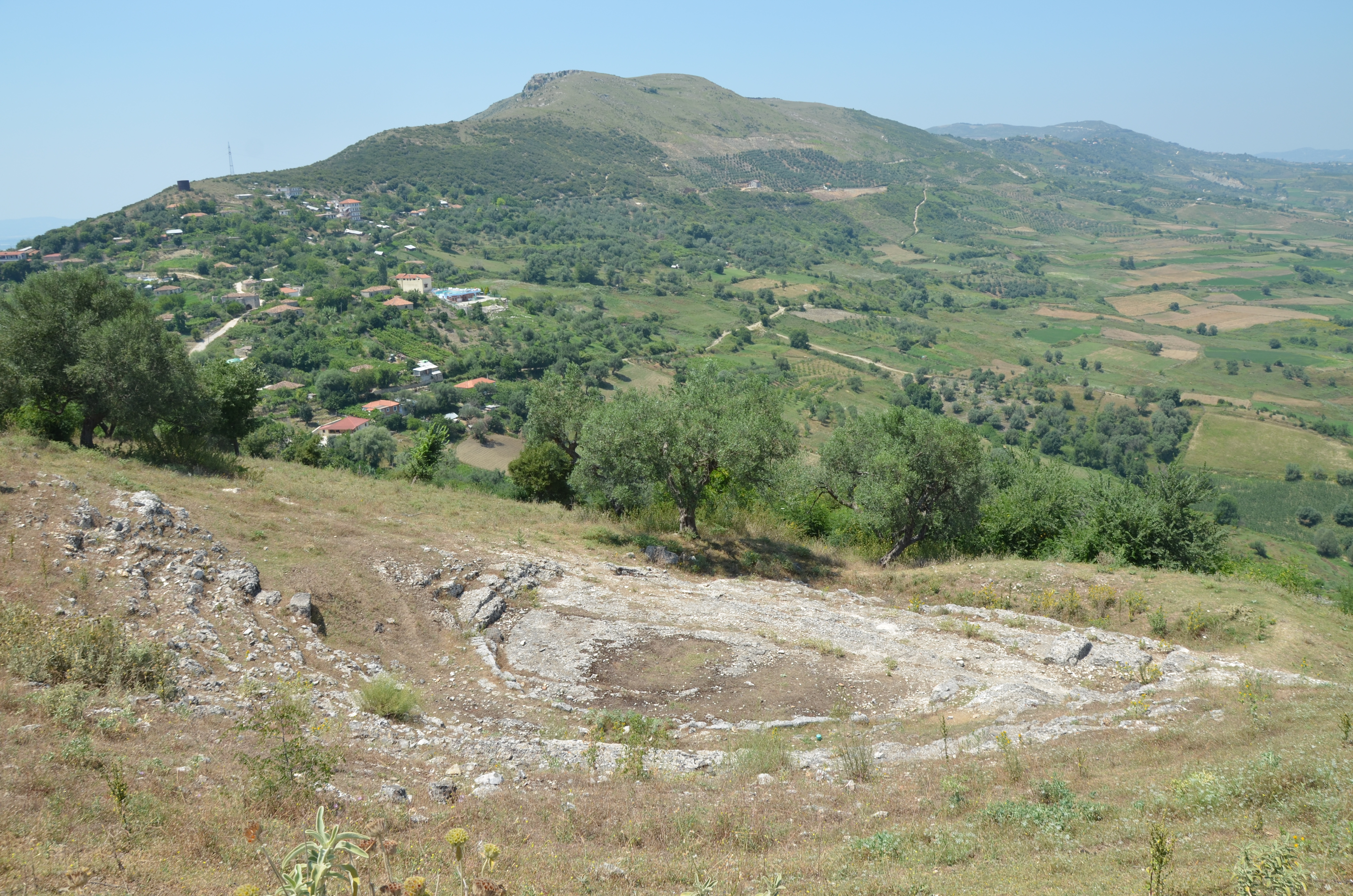
Theater, im Hintergrund das Dorf Klos und der Hügel von Byllis

Nikaia (griechisch Νίκαια) war eine antike Stadt im südlichen Illyrien, heutiges Südalbanien. Die Reste liegen beim Dorf Klos in der Region Mallakastra auf einem Hügel (353 m ü. A.) hoch über dem Tal der Vjosa. Verschiedene Autoren erklären aber, dass der eindeutige Nachweis fehlt, dass die Anlage von Klos das alte Nikaia ist.

## Geschichte
Eine erste nachweisbare Besiedlung des Hügels bei Klos geht auf die zweite Hälfte des 6. Jahrhunderts v. Chr. zurück. Keramikfunde deuten auf eine Anwesenheit von Illyrern.
Nikaia entwickelte sich ab der Mitte des 5. Jahrhunderts v. Chr. zur Stadt mit Befestigung. Rund 100 Jahre später übernahm Byllis, das auf einem Hügel knapp zwei Kilometer weiter nördlich neu gegründet wurde, die regionale Vorherrschaft: Der geräumige und höhere Hügel von Byllis bot mehr Raum zur Entwicklung. Nikaia blieb aber ein bedeutender Ort, wo weiterhin bedeutende Gebäude errichtet wurden und dessen Bewohner das Selbstverständnis einer Polis hatten. Nikaia war aber Teil des Koinon der Byllionen, des illyrischen Stammes rund um Byllis. Wie Byllis erlebte auch Nikaia im 3. Jahrhundert v. Chr. einen Aufschwung und Bevölkerungszuwachs.

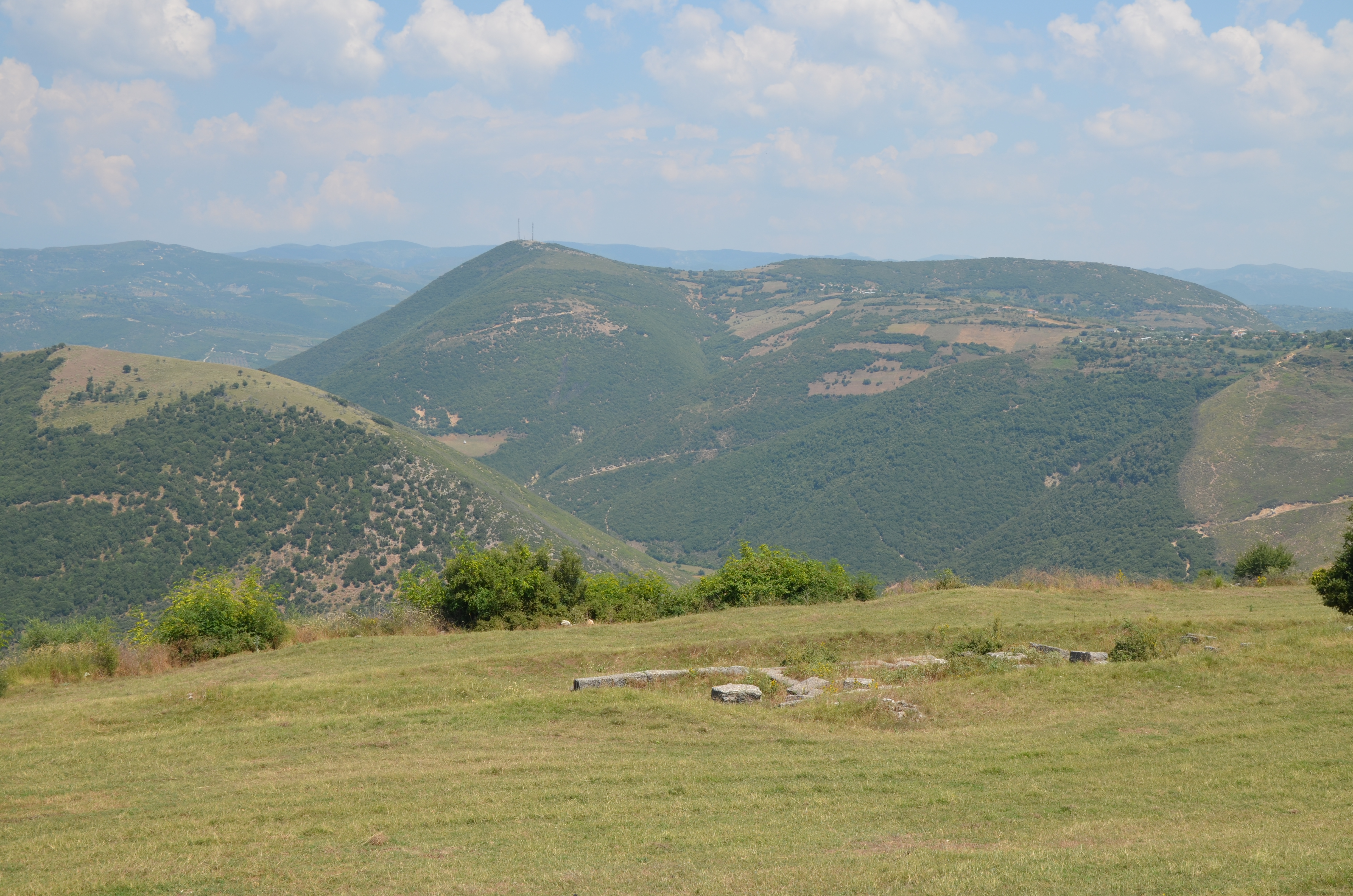
Weite, noch kaum erforschte Bereiche im Südosten der Stadt

Funde und Inschriften deuten auf eine ansehnliche Stadt hin, die überregional Handel trieb. Die Lage über dem Vjosatal auf der anderen Flussseite von Amantia erlaubte, die Handelswege von der Adriaküste bei Apollonia nach Epirus und Makedonien zu kontrollieren.
Nicht geklärt ist die ethnische Struktur der Byllionen. Die protourbanen Wurzeln und ersten Befestigungen weisen auf Illyrer. Der Name Nikaia ist hingegen griechisch. Mit der Zeit setzte sich aber Griechisch immer mehr durch. Schon frühe gemeißelte Inschriften wurden ausnahmslos auf Griechisch verfasst. Die Mehrheit der Namen, die in Byllis und Nikaia erwähnt wurden, sind nordgriechisch(Alexandros, Andriskos, Archelaos, Kebbas, Maketa, Machatas, Nikanor, Peukolaos, Phalakros, Philotas, Drimakos und Alexommas). Nur wenige illyrische Namen wurden gefunden, darunter aber auch viele Würdenträger. Andere Würdenträger mit griechischen Namen hatten Eltern mit illyrischen Namen. Hatzopoulos spricht von gemischten Stämmen und zweisprachigen Einwohnern.
Die älteste Erwähnung Nikaias geht auf eine Inschrift im Amphiareion von Oropos aus dem 1. Jahrhundert v. Chr. zurück. Auch Stephanos von Byzanz erwähnte Nikaia. Ein „Byllione aus Nikaia“ wird in den Listen siegreicher Wettkämpfer aufgeführt.
Im Jahr 167 v. Chr., nach dem Dritten Makedonischen Krieg, griffen die Römer unter Lucius Aemilius Paullus Macedonicus auf dem Rückweg das Koinon von Byllis an und zerstörten dabei auch Nikaia. In der Folge muss Nikaia – im Gegensatz zu Byllis – jegliche Bedeutung verloren haben.
Carl Patsch besuchte Klos im Jahr 1900, Camillo Praschniker dokumentierte die Anlage während des Ersten Weltkriegs. In einer Publikation von 1969 stellte Louis Robert die Hypothese auf, dass die Siedlung bei Klos das antike Nikaia sein könnte. In den 1970er Jahren wurde Nikaia von Archäologen untersucht.
Der westliche Rand der antiken Stadt ist noch heute bewohnt. Antike Steine dienten als Fundament oder Baumaterial für zahlreiche Häuser im Dorf.

## Stadtanlage

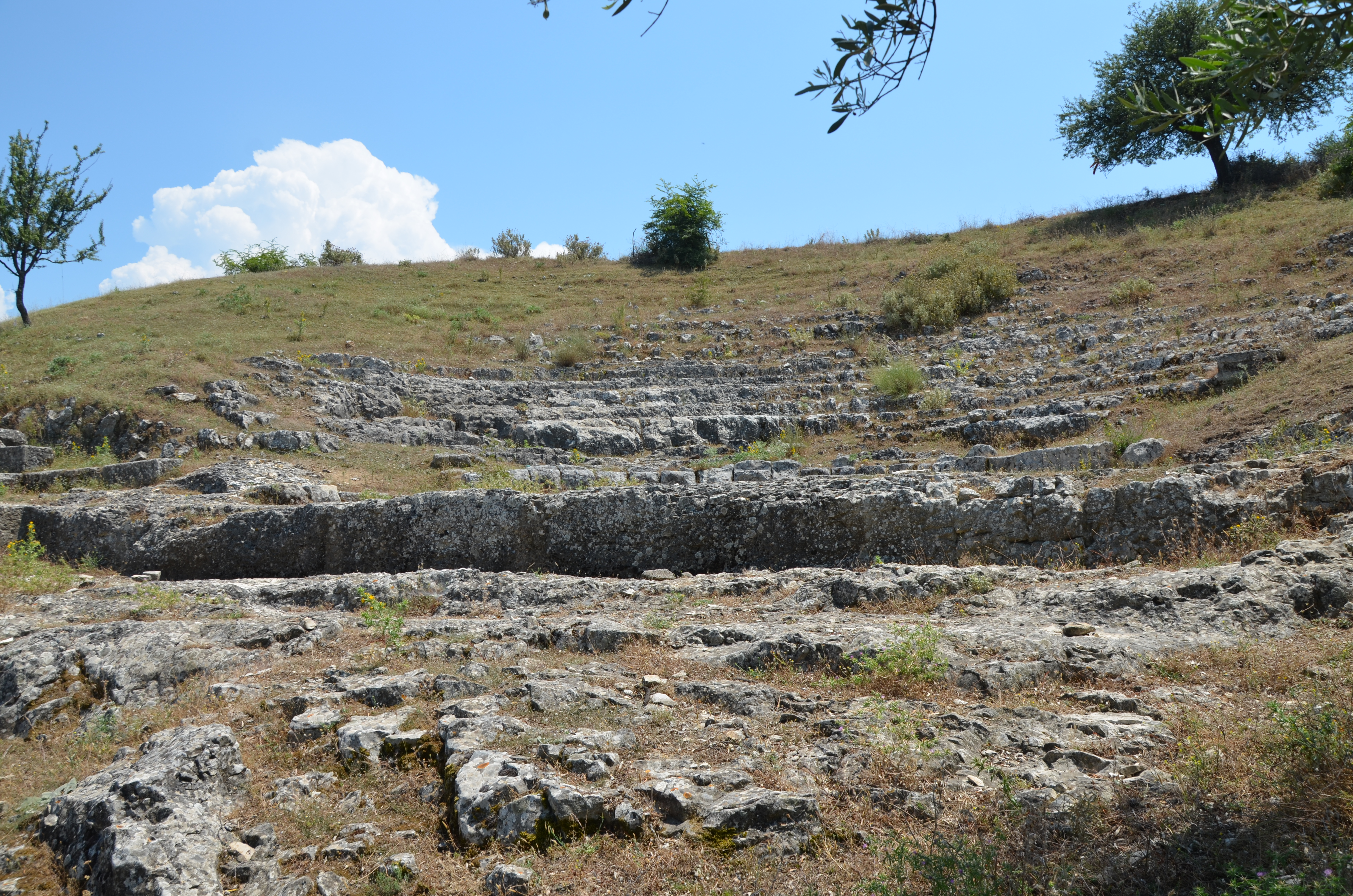
Das Theater

Die Stadt umfasste eine Fläche von 18 Hektar auf der Spitze eines Hügels. Die Stadtmauer ist rund 1850 Meter lang, hatte drei Türme und einen oder zwei Zugänge. Sie stammt aus der zweiten Hälfte des 5. Jahrhunderts v. Chr. und wurde in einer zweiten Phase um die Mitte des 4. Jahrhunderts v. Chr. nochmals ausgebaut. Damit zählt sie zu den ältesten illyrischen Stadtbefestigungen. Sie ist noch über weite Strecken erhalten.
Auf dem höchsten Punkt des Hügels lag die Agora mit einer angrenzenden Stoa. Ein Theater mit 700 bis 1000 Sitzplätzen wurde am Abhang nordwestlich der Agora in den Fels gegraben. Sowohl Agora als auch Theater wurden im 3. Jahrhundert v. Chr. errichtet, die Stoa ist etwas jünger. An einer Mauer des Theaters, dem sogenannten Analemma, wurden bedeutende Inschriften aus der zweiten Hälfte des 3. Jahrhunderts v. Chr. gefunden. Es gibt auf der Agora auch Spuren eines Stadions mit Zuschauerrängen nur auf einer Seite.
Inschriften weisen auch auf den Bau eines Gymnasions in Nikaia hin.
Auf dem übrigen Gelände der Stadt wurden mit Stützmauern Terrassen angelegt. Hier wurden einzelne Wohnhäuser ausgegraben. Der Hügel von Klos verfügt über keine Quellen: Wasser musste von außen hergebracht oder in Kriegszeiten gesammelt werden.